# オザグレル
オザグレル（Ozagrel）はトロンボキサンA2合成阻害薬であり、抗血小板薬として機能する。日本では注射剤が脳虚血症状の改善等に用いられる他、錠剤が気管支喘息の気道過敏性改善に用いられる。

## 効能・効果

### 注射剤
- クモ膜下出血術後の脳血管攣縮およびこれに伴う脳虚血症状の改善
- 脳血栓症（急性期）に伴う運動障害の改善

### 錠剤
- 気管支喘息（既に起こっている発作を緩解する薬剤ではない）

## 禁忌

### 注射剤
- 出血している患者（出血性脳梗塞、硬膜外出血、脳内出血、原発性脳室内出血を合併している患者）
- 重篤な意識障害を伴う大梗塞の患者、脳塞栓症の患者
- [原則禁忌] 脳塞栓症のおそれのある患者（心房細動、心筋梗塞、心臓弁膜疾患、感染性心内膜炎および瞬時完成型の神経症状を呈する患者）

### 錠剤
- 小児等

## 副作用

### 注射剤
重大な副作用は、
- 出血

出血性脳梗塞・硬膜外血腫・脳内出血、消化管出血、皮下出血、血尿等
- ショック、アナフィラキシー
- 肝機能障害、黄疸

AST(GOT)・ALT(GPT)の上昇等
- 血小板減少
- 白血球減少、顆粒球減少
- 腎機能障害

急性腎障害等
である。
脳虚血症状の改善では9.77％（出血等）、運動障害の改善では4.36％（肝機能障害等）に副作用が認められる。

### 錠剤
重大な副作用は設定されていない。
2.00%にAST(GOT)・ALT(GPT)の上昇を始めとする副作用が認められる。

## 作用機序

### 注射剤
トロンボキサン合成酵素を選択的に阻害してトロンボキサンA2の産生を抑制し、プロスタサイクリンの産生を促進して、両者のバランス異常を改善すると共に血小板凝集抑制作用を示す。更に、脳血管攣縮および脳血流量の低下を抑制し、脳の微小循環障害やエネルギー代謝異常を改善して、クモ膜下出血術後の脳血管攣縮およびこれに伴う脳虚血症状を改善し、ならびに脳血栓症急性期に伴う運動障害を改善する。

### 錠剤
トロンボキサン合成酵素を選択的に阻害してトロンボキサンA2の産生を抑制することにより、気管支喘息の基本的病態である気道過敏性を抑制し、気道収縮をも抑制する。

## 薬物動態

### 注射剤
血漿中半減期は0.66～0.79時間であり、24時間以内に殆ど消失する。代謝は2⁄3が主に肝臓で二重結合部の酸化開裂体または二重結合の還元体となり、尿中にグルクロン酸抱合体として排泄される。

### 錠剤
経口投与後、約1.3時間で最高血漿中濃度に達し、血漿中半減期は約1.45時間である。投与後48時間までに投与量の74.6%が尿中に排泄され、その大部分が投与後8時間までに排泄される。

## 製剤
オザグレルは注射剤ではナトリウム塩（オザグレルナトリウム）として、錠剤では塩酸塩（オザグレル塩酸塩水和物）として製剤化されている。

## 参考資料
1. ↑  “The effect of the thromboxane A2 synthesis inhibitor OKY-046 on renal function in rabbits following release of unilateral ureteral obstruction”. J. Urol. 137 (3):  571–6. (March 1987). doi:10.1016/s0022-5347(17)44108-5. PMID 3820396.
2. 1 2 3 4  “キサンボン注射用20mg／キサンボン注射用40mg 添付文書”. www.info.pmda.go.jp. 2021年11月14日閲覧。
3. 1 2 3 4  “キサンボンS注射液20mg／キサンボンS注射液40mg 添付文書”. www.info.pmda.go.jp. 2021年11月14日閲覧。
4. 1 2 3 4  “ドメナン錠100mg／ドメナン錠200mg 添付文書”. www.info.pmda.go.jp. 2021年11月14日閲覧。